# Igreja Fundamentalista de Jesus Cristo dos Santos dos Últimos Dias
Igreja Fundamentalista de Jesus Cristo dos Santos dos Últimos Dias (FLDS) é uma das maiores denominações fundamentalistas mórmons e uma das maiores organizações nos Estados Unidos cujos membros praticam a poligamia. A Igreja FLDS surgiu no início do século XX quando seus membros fundadores deixaram A Igreja de Jesus Cristo dos Santos dos Últimos Dias. A divisão ocorreu na maioria devido à suspensão da Igreja SUD da prática da poligamia e a sua decisão de excomungar os seus membros que iriam continuar a prática. A Igreja FLDS não possui nenhuma relação com A Igreja de Jesus Cristo dos Santos dos Últimos Dias, tanto legalmente como em sua doutrina e práticas, que difere totalmente da denominação.
O número exato de membros da Igreja FLDS é desconhecido devido à natureza relativamente fechada da organização. No entanto, a Igreja FLDS é estimado a ter 6.000 a 10.000 membros que residem nas cidades irmãs de Hildale, Utah, e Colorado City, Arizona. Há também comunidades em desenvolvimento perto de Benjamín Hill, Sonora, Ensenada, Baja California e cidade de Boise, Oklahoma.
De 2007 a 2011, a liderança da Igreja FLDS não estava clara. Em 20 de novembro de 2007, após a condenação do então líder Warren Jeffs, os advogados de Jeffs lançaram a seguinte declaração: “O Sr. Jeffs renunciou como presidente da Igreja Fundamentalista de Jesus Cristo dos Santos dos Últimos Dias, Inc.” Esta declaração não aborda a sua posição como profeta da igreja, mas apenas se dirigiu a sua renúncia de seu posto fiduciário como presidente da corporação pertencente à Igreja FLDS. Muitos relatos da imprensa sugeriram que Merril Jessop, que conduziu o composto de Eldorado, é o líder da igreja. A carta de incorporação da FLDS não exige que o presidente da igreja seja seu profeta. No entanto, tradicionalmente o presidente da igreja FLDS era também seu líder religioso. Líderes da FLDS se recusaram a esclarecer quem é considerado o profeta da igreja.
Antes de 20 de novembro de 2007, a igreja estava sendo conduzida por Warren Jeffs, que sucedeu seu pai, Rulon Jeffs, em 2002. Por quase dois anos, Warren Jeffs tinha sido procurado por crimes sexuais. De maio de 2006 até sua prisão em agosto de 2006, ele estava na lista dos dez mais procurados do FBI. Em 25 de setembro de 2007, Jeffs foi considerado culpado de duas acusações de ser cúmplice de estupro e foi condenado a dez anos de prisão. Esta convicção foi posteriormente anulada. Mas sucessivamente Warren foi sentenciado à prisão perpétua mais 20 anos, juntamente com uma multa de US$ 10.000 por abuso sexual.